# Gram-festés

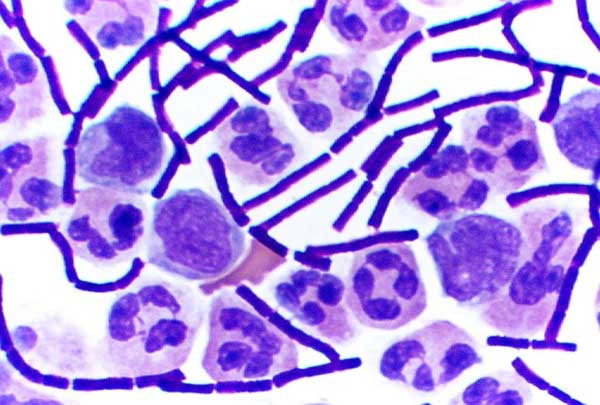
Gram-pozitív lépfenebacilusok. (A nagyobb, magvas sejtek fehérvérsejtek)

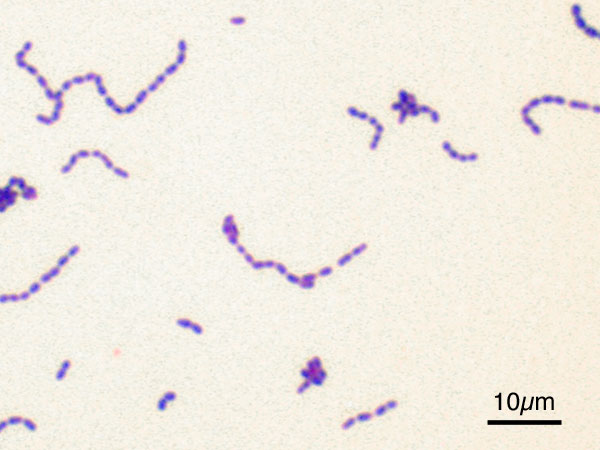
Gram-pozitív Streptococcus mutans baktériumok

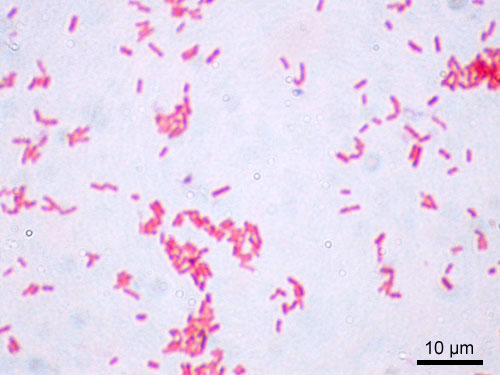
Gram-negatív Escherichia coli baktériumok

A Gram-festés egy sejtfestési eljárás; empirikus (gyakorlati) módszer baktériumok csoportosítására. A módszer Hans Christian Gram (1853–1938) dán kutató munkájának eredménye, aki 1884-ben felfedezte, hogy a baktériumokat két csoportra lehet osztani aszerint, hogy egy bizonyos festési eljárással lilára festhetők-e vagy sem:
- Gram-pozitív baktériumok azok, amelyek kékre/lilára színeződnek és
- Gram-negatív baktériumok azok, amelyek rózsaszín/piros színt kapnak.

Az elszíneződés a sejtfal szerkezetétől függ. A különbséget azok a lipidek jelentik, melyeket csak a Gram-negatív sejtfal tartalmaz. A két csoport ezen kívül sok más tulajdonságban is különbözhet egymástól.

## Festési módszer
A Gram-festés kezdeti lépése egy elsődleges festék, kristályibolya (angolul: crystal violet) alkalmazása a baktériumtenyészet vagy testfolyadék hővel fixált kenetére. A festékmolekulák behatolnak a sejtekbe.
Ezután egy jódoldatot, leginkább Lugol-oldatot juttatnak a kenetre, minek hatására a kristályibolya festék molekulái lila színű, nagy méretű komplexekké állnak össze.
Következő lépésként tömény alkoholos vagy acetonos öblítést alkalmaznak, amely során ez a szerves oldószer könnyen kioldja a festékkomplexeket a Gram-negatív baktériumokból, azonban a Gram-pozitívakból csak sokkal nehezebben oldódnak ki (tehát az eljárás során bennük marad a festék).
Ha a festési eljárást itt befejeznék, a Gram-pozitív baktériumok lilák lennének, a Gram-negatívok viszont színtelenek. Ezért még egy utófestést is alkalmaznak szafraninnal (safranin) vagy lúgos fukszinnal (fuchsine), amellyel a Gram-negatív baktériumok pirosra/rózsaszínre festődnek. (A Gram-pozitívok színe nem változik érzékelhetően.)

### A Gram-festés menete

#### Kenetkészítés
1. A tárgylemez zsírtalanítása: általában Bunsen-égő lángja felett néhányszori áthúzással.
2. A minta felvitele a tárgylemezre. Ha a minta folyékony, egyszerűen rácseppentik. Ha nem folyékony, akkor fiziológiás sóoldatot vagy csapvizet cseppentenek a tárgylemezre, s abban elszuszpendálják a mintát.
3. Hagyják, hogy a kenet megszáradjon a levegőn.
4. Fixálás: miután a minta megszáradt, a tárgylemezt néhányszor áthúzzák a Bunsen-láng felett. Így az élő sejtek elpusztulnak, fehérjéik pedig kicsapódnak és az üveglemezhez tapadnak.

#### Festés
Itt csupán egyetlen eljárás ismertetése szerepel (léteznek ettől kisebb mértékben eltérő protokollok is, azonban az elmélete mindegyiknek azonos):
1. A kenet festése kristályibolya oldattal, kb. 2 percig
2. A festék leöntése
3. A kenetre jód-oldatot, például Lugol-oldatot öntenek, s rajta hagyják kb. 1 percig
4. Az oldat leöntése
5. Differenciálás: tömény, 96%-os alkohol oldattal addig öblítik a kenetet, amíg a lecsöpögő folyadék színtelen nem lesz – az alkohol kioldja a festéket a Gram-negatív sejtekből, de nem a Gram-pozitívakból
6. Öblítés vízzel
7. Utófestés szafraninnal, kb. 1 percig
8. A festék leöntése
9. Öblítés vízzel
10. A tárgylemezen maradt vizet szűrőpapírral felitatják

Mindezek után a kenet fénymikroszkóp alatt vizsgálható. A készítményt nem szükséges fedőlemezzel lefedni. Mivel a baktériumok néhány mikrométeres élőlények, csak nagy nagyítással (1000-szeres) láthatók. A Gram-pozitívak lilák (kristályibolya), a Gram-negatívak bíbor színűek (szafranin).

## Fordítás
- Ez a szócikk részben vagy egészben  a   Gram staining című angol Wikipédia-szócikk ezen változatának fordításán alapul.  Az eredeti cikk szerkesztőit annak laptörténete sorolja fel. Ez a jelzés csupán a megfogalmazás eredetét és a szerzői jogokat jelzi, nem szolgál a cikkben szereplő információk forrásmegjelöléseként.